# تل عابور
تل عابور قرية سوريّة تتبع إداريّاً لمحافظة حلب منطقة السفيرة ناحية تلعرن، بلغ تعداد سكانها 584 نسمة حسب التعداد السكاني لعام 2004.